# Lorenz Oken
Lorenz Oken (1 tháng 8 năm 1779 – 11 tháng 8 năm 1851) là một nhà lịch sử tự nhiên, thực vật học, sinh vật học, và điểu học người Đức. Oken khai sinh Lorenz Okenfuss (tiếng Đức: Okenfuß) tại Bohlsbach (nay là một phần Offenburg), Ortenau, Baden, nghiên cứu lịch sử tự nhiên và y học tại đại học Freiburg và Würzburg. Ông đi đến đại học Göttingen, nơi ông trở thành một Privatdozent (giảng viên không lương), và rút ngắn tên mình thành Oken. Với tên mới Lorenz Oken, ông xuất bản tác phẩm tựa đề Grundriss der Naturphilosophie, der Theorie der Sinne, mit der darauf gegründeten Classification der Thiere (1802). Đây là lần đầu tiên một loạt tác phẩm được thiết lập như một lãnh đạo phong trào "Naturphilosophie" tại Đức.